# Smeringochernes aequatorialis
Espèce
Synonymes
- Chelifer aequatorialis Daday, 1897

Smeringochernes aequatorialis est une espèce de pseudoscorpions de la famille des Chernetidae.

## Distribution
Cette espèce est endémique de Nouvelle-Guinée. Elle se rencontre en Papouasie-Nouvelle-Guinée en Nouvelle-Guinée orientale et en Indonésie en Nouvelle-Guinée occidentale.

## Description
Les mâles mesurent de 1,2 à 1,3 mm et les femelles de 1,3 à 1,7 mm.

## Publication originale
- Daday, 1897 : Pseudoscorpiones e Nova-Guinea. Természetrajzi Füzetek, vol. 20, p. 475-480.